# Liste von Persönlichkeiten der Stadt Zwönitz
Die Liste von Persönlichkeiten der Stadt Zwönitz enthält Personen, die in der Geschichte der sächsischen Stadt Zwönitz im Erzgebirgskreis eine nachhaltige Rolle gespielt haben. Es handelt sich dabei um Persönlichkeiten, die Ehrenbürger von Zwönitz gewesen oder noch sind oder in Zwönitz und den heutigen Ortsteilen geboren oder gestorben oder hier gewirkt haben.
Für die Persönlichkeiten aus den nach Zwönitz eingemeindeten Ortschaften siehe auch die entsprechenden Ortsartikel.

## Ehrenbürger
- 1963: Paul Kunze (1874–1968), Lehrer und Heimatforscher
- Bruno Gebhardt (1894–1975), Dekorationsmaler und Raritätensammler
- Lothar Graupner (1928–2006), Leiter der Modellbaustation
- Johann Josef Hensgens (1906–1996), Apotheker in der Löwen-Apotheke
- Oswald Schott (1920–2009), Lehrer
- 2002: Klaus Walther (1937–2023), Schriftsteller
- 2008: Uwe Schneider (* 1943), Kommunalpolitiker (Bürgermeister von Zwönitz 1990–2008) und Autor
- 2014: Klaus Dittmann (* 1943), langjähriger 1. Vorsitzender des Zwönitzer HSV 1928 e.V.
- 2014: Reinhold Neukirchner (* 1939) langjähriger Sportfunktionär des FSV Zwönitz 1914 e. V.
- Norbert Krätzig, langjähriger Kreisnaturschutzbeauftragter[1]

## Söhne und Töchter der Stadt
- Matthes Enderlein vom Burgstadl (1493–1556), sächsischer Bergmeister
- Albin Abt (1619–1679), Papiermacher (geboren in Niederzwönitz)
- Esaias von Pufendorf (1628–1689), Diplomat in schwedischen und dänischen Diensten (geboren in Dorfchemnitz)
- Samuel von Pufendorf (1632–1694), Naturrechtsphilosoph und Historiker (geboren in Dorfchemnitz)
- Erland Koch (1867–1945), deutscher Sportschütze und Bronzemedaillengewinner bei den Olympischen Sommerspielen
- Hermann Löscher (1888–1967), Historiker
- Arthur Bauer (1895–1959), Kaufmann und Alpinist (geboren in Niederzwönitz)
- Kurt Prager (1901–1969), Mundartdichter (geboren in Niederzwönitz)
- Max Gebhardt (1904–1993), Leichtathlet, Olympiateilnehmer 1936 (geboren in Niederzwönitz)
- Gottfried Neubert (1926–1983), Kirchenmusiker und Komponist
- Karl Seidel (1930–2022), DDR-Botschafter und Mitarbeiter des Ministeriums für Auswärtige Angelegenheiten der DDR, der an der Aushandlung des Grundlagenvertrages beteiligt war
- Johannes Richter (1934–2004), evangelisch-lutherischer Theologe und Autor
- Wolfgang Böhm (1936–2022), Agrarwissenschaftler (geboren in Brünlos)
- Horst Böttger (* 1937), Schachkomponist
- Joachim Meischner (* 1946), Biathlet

## Persönlichkeiten, die mit der Stadt in Verbindung stehen
- Friedrich Hermann Löscher (1860–1944) war fast ein halbes Jahrhundert Stadtpfarrer. Bekannt wurde er vor allem als Heimatschriftsteller und Vorsitzender des Erzgebirgsvereins.
- Herbert Stoll (1905–1962), Mundartdichter
- Klaus Walther (1937–2023), Literaturwissenschaftler und Schriftsteller
- Helmut Bräuer (* 1938), Archivar und Historiker, 1959–1971 Lehrer für Geschichte und Geographie an der Karl-Marx-Oberschule
- Uwe Schneider (* 1943), Kommunalpolitiker (Bürgermeister von Zwönitz 1990–2008) und Autor
- Harald Schindler (1953–2020), Heimatforscher, Leiter der Gebhardtschen Raritätensammlung
- Jens Hahn (* 1962), Heimat- und Bergbauforscher
- Michael Wetzel (* 1975), Historiker
- Swen Enderlein (1978–2004), Endurosportler